# Aknadzjur
Aknadzjur (armeniska: Ակնաջուր) är ett vattendrag i Armenien. Det ligger i den östra delen av landet, 100 kilometer öster om huvudstaden Jerevan.
Trakten runt Aknadzjur består i huvudsak av gräsmarker. Runt Aknadzjur är det ganska tätbefolkat, med 72 invånare per kvadratkilometer.